# Zwitsers voetbalkampioenschap 1909/10
In 1909/10 werd het dertiende seizoen van het nationale voetbalkampioenschap in Zwitserland georganiseerd.

## Modus
De Serie A werd, in drie geografische groepen verdeeld. Voor een overwinning kreeg een team twee punten en voor een gelijkspel een. De drie winnaars bekampten elkaar onderling voor de landstitel.

## Voorronde

### Oost
| Pl | Club                    | Wed | W | G | V | DV | DT | Ptn |
| -- | ----------------------- | --- | - | - | - | -- | -- | --- |
| 1  | FC Aarau                | 11  | 9 | 2 | 0 | 40 | 7  | 20  |
| 2  | FC Winterthur           | 11  | 7 | 2 | 2 | 26 | 14 | 16  |
| 3  | FC Zürich               | 11  | 6 | 2 | 3 | 32 | 23 | 14  |
| 4  | FC St. Gallen           | 11  | 5 | 0 | 6 | 18 | 21 | 10  |
| 5  | Young Fellows Zürich    | 11  | 4 | 0 | 7 | 30 | 30 | 8   |
| 6  | FC Baden                | 11  | 2 | 0 | 9 | 18 | 43 | 4   |
| 7  | Grasshopper Club Zürich | 6°  | 0 | 0 | 6 | 2  | 28 | 0   |

° speelde alleen de eerste ronde

### Centraal
| Pl | Club            | Wed | W | G | V | DV | DT | Ptn |
| -- | --------------- | --- | - | - | - | -- | -- | --- |
| 1  | Young Boys Bern | 10  | 6 | 1 | 3 | 38 | 18 | 13  |
| 2  | Old Boys Basel  | 10  | 4 | 3 | 3 | 26 | 23 | 11  |
| 3  | FC Bern         | 10  | 4 | 3 | 3 | 22 | 20 | 11  |
| 4  | FC Biel         | 10  | 4 | 2 | 4 | 27 | 23 | 10  |
| 5  | FC Basel        | 10  | 4 | 2 | 4 | 24 | 24 | 10  |
| 6  | FC Luzern       | 10  | 2 | 1 | 7 | 15 | 44 | 5   |

### West
| Pl | Club                     | Wed | W | G | V | DV | DT | Ptn |
| -- | ------------------------ | --- | - | - | - | -- | -- | --- |
| 1  | Servette FC Genève       | 10  | 8 | 1 | 1 | 45 | 12 | 17  |
| 2  | Stella Fribourg          | 10  | 3 | 3 | 4 | 36 | 35 | 9   |
| 3  | FC La Chaux-de-Fonds     | 10  | 3 | 3 | 4 | 30 | 34 | 9   |
| 4  | Etoile La Chaux-de-Fonds | 10  | 3 | 3 | 4 | 29 | 39 | 9   |
| 5  | Montriond Lausanne       | 10  | 3 | 3 | 4 | 20 | 33 | 9   |
| 6  | Cantonal Neuchâtel       | 10  | 3 | 1 | 6 | 23 | 30 | 7   |

## Finale
| Gaststad | Datum        | Team               | Team               | Uitslag |
| -------- | ------------ | ------------------ | ------------------ | ------- |
| Bern     | 5 juni 1910  | Servette FC Genève | FC Aarau           | 3-1     |
| Lausanne | 12 juni 1910 | Young Boys Bern    | FC Aarau           | 3-1     |
| Lausanne | 26 juni 1910 | Young Boys Bern    | Servette FC Genève | 2-1     |

| Pl | Club               | Wed | W | G | V | DV | DT | Ptn |
| -- | ------------------ | --- | - | - | - | -- | -- | --- |
| 1  | Young Boys Bern    | 2   | 2 | 0 | 0 | 5  | 2  | 4   |
| 2  | Servette FC Genève | 2   | 1 | 0 | 1 | 4  | 3  | 2   |
| 3  | FC Aarau           | 2   | 0 | 0 | 2 | 2  | 6  | 0   |

1897/98 ·
1898/99 ·
1899/00 ·
1900/01 ·
1901/02 ·
1902/03 ·
1903/04 ·
1904/05 ·
1905/06 ·
1906/07 ·
1907/08 ·
1908/09 ·
1909/10 ·
1910/11 ·
1911/12 ·
1912/13 ·
1913/14 ·
1914/15 ·
1915/16 ·
1916/17 ·
1917/18 ·
1918/19 ·
1919/20 ·
1920/21 ·
1921/22 ·
1922/23 ·
1923/24 ·
1924/25 ·
1925/26 ·
1926/27 ·
1927/28 ·
1928/29 ·
1929/30 ·
1930/31 ·
1931/32 ·
1932/33 ·
1933/34 ·
1934/35 ·
1935/36 ·
1936/37 ·
1937/38 ·
1938/39 ·
1939/40 ·
1940/41 ·
1941/42 ·
1942/43 ·
1943/44 ·
1944/45 ·
1945/46 ·
1946/47 ·
1947/48 ·
1948/49 ·
1949/50 ·
1950/51 ·
1951/52 ·
1952/53 ·
1953/54 ·
1954/55 ·
1955/56 ·
1956/57 ·
1957/58 ·
1958/59 ·
1959/60 ·
1960/61 ·
1961/62 ·
1962/63 ·
1963/64 ·
1964/65 ·
1965/66 ·
1966/67 ·
1967/68 ·
1968/69 ·
1969/70 ·
1970/71 ·
1971/72 ·
1972/73 ·
1973/74 ·
1974/75 ·
1975/76 ·
1976/77 ·
1977/78 ·
1978/79 ·
1979/80 ·
1980/81 ·
1981/82 ·
1982/83 ·
1983/84 ·
1984/85 ·
1985/86 ·
1986/87 ·
1987/88 ·
1988/89 ·
1989/90 ·
1990/91 ·
1991/92 ·
1992/93 ·
1993/94 ·
1994/95 ·
1995/96 ·
1996/97 ·
1997/98 ·
1998/99 ·
1999/00 ·
2000/01 ·
2001/02 ·
2002/03 ·
2003/04 ·
2004/05 ·
2005/06 ·
2006/07 ·
2007/08 ·
2008/09 ·
2009/10 ·
2010/11 ·
2011/12 ·
2012/13 ·
2013/14 ·
2014/15 ·
2015/16 ·
2016/17 ·
2017/18 ·
2018/19 ·
2019/20 ·
2020/21 ·
2021/22 ·
2022/23